# خزاذن (أولاد المنكار)
خزاذن هو دُوَّار يقع بجماعة أغبال، إقليم بركان، جهة الشرق في المملكة المغربية. ينتمي الدوّار لمشيخة أولاد المنكار التي تضم 13 دوار. يقدر عدد سكانه بـ 279 نسمة حسب الإحصاء الرسمي للسكان والسكنى لسنة 2004.

## روابط خارجية
- البوابة الوطنية للجماعات الترابية نسخة محفوظة 12 مارس 2018 على موقع واي باك مشين.
- المندوبية السامية للتخطيط